# Geen
Geen（ジーン）は、あわわが刊行していた徳島県を対象地域とする月刊のタウン情報誌。

## 概要
2012年5月にASAと050を統合して創刊。同年12月には「このタウン誌がすごい!ARUNO AWARD2012」にて特別賞を受賞。
2020年6月に休刊。約8年間で98号を発行した。休刊時には10月に新雑誌の創刊を告知し予定通りめぐる、を創刊した。

## 主なコーナー
- attention
- VORTIS TIMES
- 徳島街情報 Geen's eye
- Information
- 読者プレゼント

ほか